# Socket 754
Socket 754 — роз’єм для мікропроцесорів, розроблений компанією AMD для власних процесорів Athlon 64, як необхідна з технічної точки зору заміна для старого роз’єм Socket A, який використовувався для попереднього покоління процесорів AMD Athlon XP.

## Історія
Перший процесор для роз’єму Socket 754 вийшов у другій половині 2003 року. Це був процесор AMD K8 з 754 контактами та розміром приблизно 4х4 см. Платформа Socket 754 була проміжною у розвитку Athlon 64. 
Створення цього сокету було викликано переходом від процесорів Athlon XP, які випускалися для Socket A, до сучасніших процесорів Athlon 64. Нові Athlon 64 використовували шину HyperTransport і оснащувалися інтегрованим контролером пам'яті, тому не могли працювати на старому роз'ємі. Також Athlon 64 на Socket 754 стали першими процесорами нової 64-розрядної архітектури AMD64.
Socket 754 став перехідним роз'ємом і досить швидко був витіснений роз'ємом Socket 939, який був представлений вже через півроку після 754-го. Основними відмінностями Socket 939 від Socket 754 стали швидша шина HyperTransport і підтримка двох каналів оперативної пам'яті (754 підтримує лише 1 канал). 
Після виходу Socket 939, Socket 754 став використовуватися в основному лише на ноутбуках, де залишався актуальним до 2006 року, коли його замінив  Socket S1 (23 травня 2006 року).
Основні чипсети для Socket 754 були:
| - VIA K8T800 - nForce3 - SIS755 | - SIS760GX - ATI Xpress 200 - VIA K8T890 | - GeForce 6100 - nForce4 |

## Родини процесорів та їх тактові частоти
- Athlon 64 (2800+ — 3700+) ГГц
- Sempron (2500+ — 3400+) ГГц
- Turion 64 (ML и MT)
- Mobile Athlon 64 (2800+ — 4000+) ГГц

Примітки:
1. 1 2  Степушин, Александр (2 березня 2020). Сокет 754: какие процессоры подходят, список таблицей. comp-security.net (рос.). Процитовано 25 липня 2025.